# Ludwig Kuntz (Maler)
Ludwig Joseph Kuntz (* 22. Juli 1810 in Karlsruhe; † 23. Januar 1876 in ebenda) war ein deutscher Maler, Zeichner und Lithograf.

## Leben
Kuntz war ein Sohn des Malers Karl Kuntz, von dem er auch seine erste Ausbildung erhielt und dessen 1795 geheiratete Frau Anna Maria (geborene  Oßwald), Tochter des Stadthauptmanns und Hofglasermeisters Oßwald. Er hatte sieben Geschwister. Später wurde er ein Schüler von Ernst Fries in Karlsruhe und arbeitete seit 1835 in München. Er gab 24 Blätter mit Tierstudien (Karlsruhe 1832) und die italienischen Skizzen seines Lehrers Fries (Karlsruhe 1834) heraus. Die von seinem Vater nach der Natur gemalten Tierstudien zeichnete er auf Stein und gab sie 1857 in zwei Heften in Karlsruhe heraus. Sein Bruder Rudolf Kuntz war Maler, Kupferstecher und Lithograf.
Die Angaben zu seinen Lebensdaten Variieren zwischen 21. Mai 1803 in Mannheim und dem 22. Juli 1810 oder sogar 1811 in Karlsruhe.